# 明治プロビオヨーグルトLG21

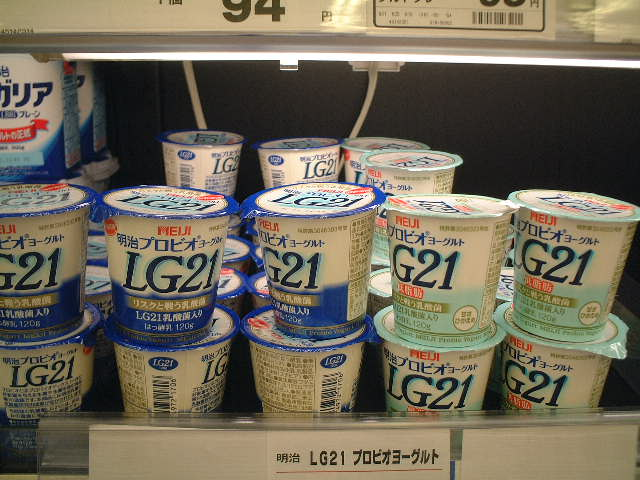
LG21（店頭用商品）

明治プロビオヨーグルトLG21（めいじプロビオヨーグルト エルジーにじゅういち）は、株式会社明治（旧・明治乳業）から発売されている、LG21乳酸菌を使用したヨーグルト。

## 概要
「プロビオ」の名称は、「プロバイオティクス」に由来する。近年、明治乳業ではヨーグルト製品においてなるべく使用乳酸菌種を商品名に入れるようにしているが、この商品に使われているLG21乳酸菌には、胃癌の発生原因の一つとされるヘリコバクター・ピロリ（ピロリ菌）の活動を薬剤と併用することで抑制する効果のあることが確認されている。ピロリ菌の病原性を発見してノーベル賞を受賞した科学者を、企業CMに起用したこともある。
現在は、大まかに店頭用と宅配専用の2つのラインで販売している。店頭用はハードタイプ4種類（プレーン、低脂肪、砂糖0、脂肪0アロエ）とドリンクタイプ2種類（プレーン、低糖・低カロリー）の6種類、宅配専用はハードタイプとドリンクタイプの2種類がある。宅配専用は丹念に発酵させる「EX製法」を採用し、まろやかな味を実現させたと説明している。
また、「明治プロビオヨーグルト」の名称については長らくLG21のみであったが、2015年3月に独立ブランドで発売していた「明治ヨーグルトR-1」を「明治プロビオヨーグルトR-1」に改名したうえ、翌月に「明治プロビオヨーグルトPA-3」を発売したことから、「明治プロビオヨーグルト」は「明治プロビオヨーグルトLG21」を含めた3つのブランドを傘下に持つシリーズ名となった。

## 沿革
- 2000年3月 - ハードタイプ（プレーン）販売開始。
  - 後に、ドリンクタイプや宅配専用製品を追加。
- 2004年2月 - ハードタイプに「甘さひかえめ」を追加。
- 2006年3月 - ハードタイプの「甘さひかえめ」に替わり、「低脂肪」を追加。
- 2008年3月 - 希望小売価格を改定。一律6円値上げとなる（改定後税込価格132円）。同時期にハードタイプに「アロエ」と「まろやか」を、ドリンクタイプに「低糖・低カロリー」を追加し、ラインナップを強化。
- 2008年10月 - ハードタイプに「砂糖0」を追加。
- 2009年3月 - 内容量変更。ハードタイプは120gから112gに、ドリンクタイプは120mlから112ml、宅配専用ハードタイプは90gから85gに。ハードタイプには新たに「アロエ脂肪0」を追加。
- 2009年9月 - 新ブランドロゴへ切替（店頭用はすべて切替済）。明治乳業における新ブランドロゴ適応商品第1号（2製品の内の一つ。もう一つは氷菓の「明治ソーダッシュ メロン（現在の「明治ソーダッシュ ストライプ メロン」）となる。
- 2011年4月 - ドリンクタイプに「アロエ」を追加発売。同時期にグループ再編により株式会社 明治となる（販売者の表記変更は同年6月から順次行われ、発売当初は旧社名表記だった「ドリンクタイプ アロエ」も表記切替を終え、店頭販売品はすべて新社名表記となった）。
- 2016年3月 - 初のリニューアル。店頭用は青をより多く配したデザインに刷新するとともに、製品を区別するため、ハードタイプの「低脂肪」とドリンクタイプ「低糖・低カロリー」は水色、ハードタイプの「砂糖0」はシルバー、ハードタイプの「アロエ脂肪0」は黄緑色（併せてアロエのシズルをデザイン）を差し色としてそれぞれ配色し、ハードタイプの「低脂肪」はコクの強化と甘みと酸味のバランスを向上する中身の改良も行った。宅配専用品は緑をより多く配したデザインに刷新した[5]。
- 2022年7月 - 特許庁から文字商標の登録が認められたことを同年11月に発表した[6]。

## 広告
広告活動には下記の人物が起用されている。
- ダンカン（2002年6月 -）
- 竹中直人（2004年4月 -）
- ビートたけし（2007年 -）
- 小田和正（2009年8月 -）※2011年6月からはトム・ジョーンズの『恋はメキ・メキ』をCMソングに起用している。
- 堤真一（2014年11月 -）
- 市村正親（2016年3月 -）
- 薬師丸ひろ子（2017年11月 -）
- 宮崎あおい・トータス松本（2019年5月 -）
- 片桐仁・坂口瑛美（2020年 -）